# Lambda Arae
Lambda Arae (λ Arae, förkortat Lambda Ara, λ Ara)  är en ensam stjärna belägen i den mellersta delen av stjärnbilden Altaret. Den har en skenbar magnitud på 4,77, är synlig för blotta ögat där ljusföroreningar ej förekommer. Baserat på parallaxmätning inom Hipparcosuppdraget på ca 46,6 mas, beräknas den befinna sig på ett avstånd på ca 70 ljusår (ca 22 parsek) från solen.

## Egenskaper
Lambda Arae är en gul till vit stjärna i huvudserien av spektralklass F4 V. Stjärnan har en radie som är omkring 70 procent större än solens och utsänder från dess fotosfär ca 4,6 gånger mera energi än solen vid en effektiv temperatur av ca 6 700 K.
Det har visats att Lambda Arae kan vara ett dubbelstjärna bestående av två stjärnor med identiska massor. Undersökning av stjärnan med rymdteleskopet Spitzer visar ett överskott av infraröd strålning med en våglängd på 70 μm. Detta tyder på att den kan vara omgiven av en stoftskiva med en radie av mer än 15 astronomiska enheter.